# Esrange
Esrange è un centro di ricerca e di lancio di razzi vicino alla città di Kiruna, nel nord della Svezia. È usato come base per la ricerca scientifica con palloni sonda, studi sull'aurora boreale, lanci di razzi sonda e tracciamento di satelliti. È situato 200 chilometri a nord del circolo polare artico ed è circondato da una landa desolata e disabitata, il che lo rende un sito ideale per i lanci.
Esrange è stato costruito nel 1964 dall'European Space Research Organization, che in seguito sarebbe diventato parte dell'Agenzia Spaziale Europea. Nel 1972 la proprietà del sito è stata trasferita alla Swedish Space Corporation, una compagnia pubblica svedese.

## Attività

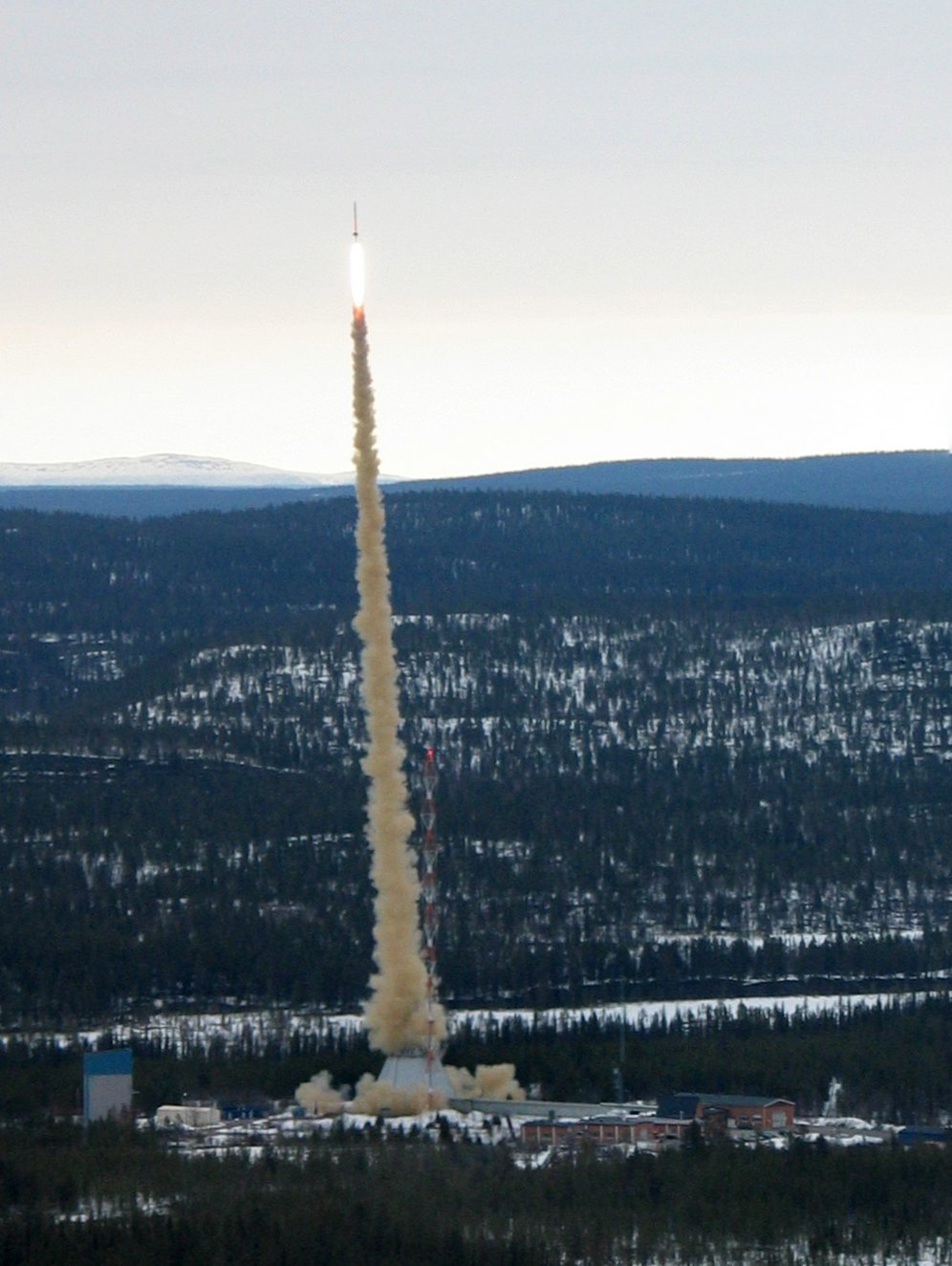
Lancio di un razzo sonda Skylark da Esrange il 2 maggio 2005.

Prima della costruzione del sito, le attività di lancio svedesi venivano condotte a Kronogård, dove vi furono 18 lanci tra il 1961 e il 1964. Tra il 1966 e il 1972 l'ESRO ha lanciato più di 150 razzi da Esrange, molti dei quali erano Centaure, Nike Apache e Skua e raggiungevano un'altitudine di 100–220 chilometri. Lo scopo principale era la ricerca sull'atmosfera e sulla ionosfera.
Nel 1972 la gestione dell'Esrange è passata alla Swedish Space Corporation (SSC). Le dimensioni dei razzi sono aumentate gradualmente, e con loro anche l'altitudine raggiunta. Attualmente il sito è utilizzato dai programmi Texus, Maser e Maxus, condotti dall'ESA e dalla DLR per lo studio della microgravità.
Dal 1966 sono stati lanciati da Esrange più di 500 razzi e circa altrettanti palloni sonda.